# Zupa pokrzywowa
Zupa pokrzywowa – zupa przygotowywana z pokrzywy. Zupę z pokrzywy spożywa się głównie wiosną i wczesnym latem, kiedy zbiera się młode pąki pokrzywy.  Obecnie zupa z pokrzywy jest najczęściej spożywana w Skandynawii, Iranie, Irlandii, Europie Wschodniej i na Bałkanach, z regionalnymi różnicami w przepisach; jednak historycznie konsumpcja pokrzywy była bardziej rozpowszechniona.

## Historia
Gulasz z pokrzyw był zjadany przez mieszkańców Wielkiej Brytanii w epoce brązu, 3000 lat temu. Spożywanie młodej pokrzywy w średniowiecznej Europie było stosowane w medycynie, głównie jako środek moczopędny oraz w leczeniu bólu stawów i zapalenia stawów, cukrzycy, trądziku, niedokrwistości, kataru siennego oraz jako oczyszczacz krwi. Różne plemiona rdzennych Amerykanów od wieków używały pokrzywy, w tym Lakota używający korzenia na ból żołądka, Odżibwejowie używający duszonych liści na problemy skórne i do walki z dyzenterią, Potawatomi używali korzeni do obniżania gorączki, a Winebagowie na objawy alergii.
Pokrzywa ma wysoką wartość odżywczą, zawiera wapń, magnez, żelazo oraz witaminy A i B. Od dawna jednym z łatwych sposobów spożywania pokrzywy jest zupa lub herbata, ponieważ wrząca woda zapobiega kłuciu pokrzywy.

## Odmiany regionalne

### Skandynawia

#### Finlandia
W fińskim średniowiecznym mieście Porvoo jedną z lokalnych tradycyjnych potraw jest zupa z pokrzyw i ryb

#### Szwecja
Typowy szwedzki przepis na zupę pokrzywową (nässelsoppa) obejmuje najpierw blanszowanie pokrzyw, a następnie odcedzenie ich z płynu. Płyn jest następnie ponownie odcedzany, aby usunąć z niego brud (kawałki piasku lub żwiru). Następnie robi się zasmażkę z masła i mąki, na którą wlewa się „wodę pokrzywową” (wodę, w której blanszowano pokrzywy). Pokrzywy zaś są bardzo drobno siekane lub przecierane razem z innymi składnikami, które zazwyczaj obejmują szczypiorek (albo czosnek niedźwiedzi lub czosnek pospolity) oraz trybulę lub koper włoski. Posiekane lub zmiksowane pokrzywy i zioła są następnie wrzucane do wody pokrzywowej, doprowadzane do wrzenia, a potem gotowane na wolnym ogniu przez kilka minut. Zupa jest zwykle podawana z jajkami na twardo lub crème fraîche, a czasami z jajkami w koszulce.

### Rdzenni Amerykanie
Indiańskie składniki na zupę z pokrzywy i dyni to pokrzywy, lokalnej dyni żołędziowej, bulionu, czosnku, cebuli i oleju. Dynia jest krojona, pozbawiana ziaren i pieczona. W osobnym garnku cebulę i czosnek podsmaża się do uzyskania przezroczystości, a następnie dodaje się dynię i świeże pokrzywy (które można również wcześniej ugotować). Wszystko razem gotuje się w garnku przez 20 minut, a potem blenduje.

### Iran
Istnieje przepis na zupę pokrzywową z prowincji Mazandaran w Iranie. W skład tego przepisu wchodzą różne składniki, jednak wszystkie przepisy zawierają pokrzywę, czosnek, cebulę, ciecierzycę, kurkumę, ryż, soczewicę, warzywa, olej i pastę z granatów lub melasę z granatów. Opcjonalne składniki mogą obejmować inne rodzaje fasoli (fasola pinto, fasola fava), buraki, dynia piżmowa, inne rodzaje zieleniny (lokalne północnoirańskie zioła zolang i anarijeh, szpinak, por perski, kolendra). Woda, w której gotuje się pokrzywy do przygotowania zupy jest przechowywana i używana jako herbata do picia do celów leczniczych.

### Irlandia
Przepis na irlandzką zupę z pokrzywy zawiera pokrzywy, ziemniaki, śmietanę, por, cebulę, masło i bulion. Zazwyczaj zupa pokrzywowa w tradycyjnej irlandzkiej kulturze jest spożywana późną wiosną (kwiecień i maj) i wiąże się z oczyszczaniem krwi, redukcją wysypek, „trzymaniem reumatyzmu z dala [od człowieka]” oraz dodaje witaminy do diety.

### Grecy pontyjscy
Grecy pontyjscy robią zupę pokrzywową z porem, cebulą, kaszą bulgur, czosnkiem i ostrą papryką. W języku pontyjskim zupa nazywa się kinteata.

### Włochy
We Włoszech zupa podawana jest najczęściej z makaronem i dodatkiem pomidora.

### Europa Wschodnia

#### Ukraina
Ukraińska zupa z pokrzywy (zielony barszcz). Przepisy zawierają cebulę, marchew, ziemniaki, koperek i pokrzywę; często dodaje się kapustę w celu zwiększenia wartości odżywczej. Zupa może być wegetariańska lub gotowana z bulionem mięsnym, a zupa z ukraińskiej pokrzywy podawana jest z pokrojonym jajkiem na twardo i łyżką śmietany. Jest zwykle gotowana ze świeżą pokrzywą późną wiosną. Ukraińska zupa pokrzywowa jest odmianą zupy szczawiowej.